# 菱川師宣
菱川 師宣（ひしかわ もろのぶ、元和4年〈1618年〉？ - 元禄7年6月4日〈1694年7月25日〉）は、江戸時代の画家、菱川派の祖。生年は寛永7年から8年（1630年 - 1631年）ともいわれる。享年64-65あるいは77。浮世絵の確立者であり、しばしば「浮世絵の祖」と称される。

## 来歴

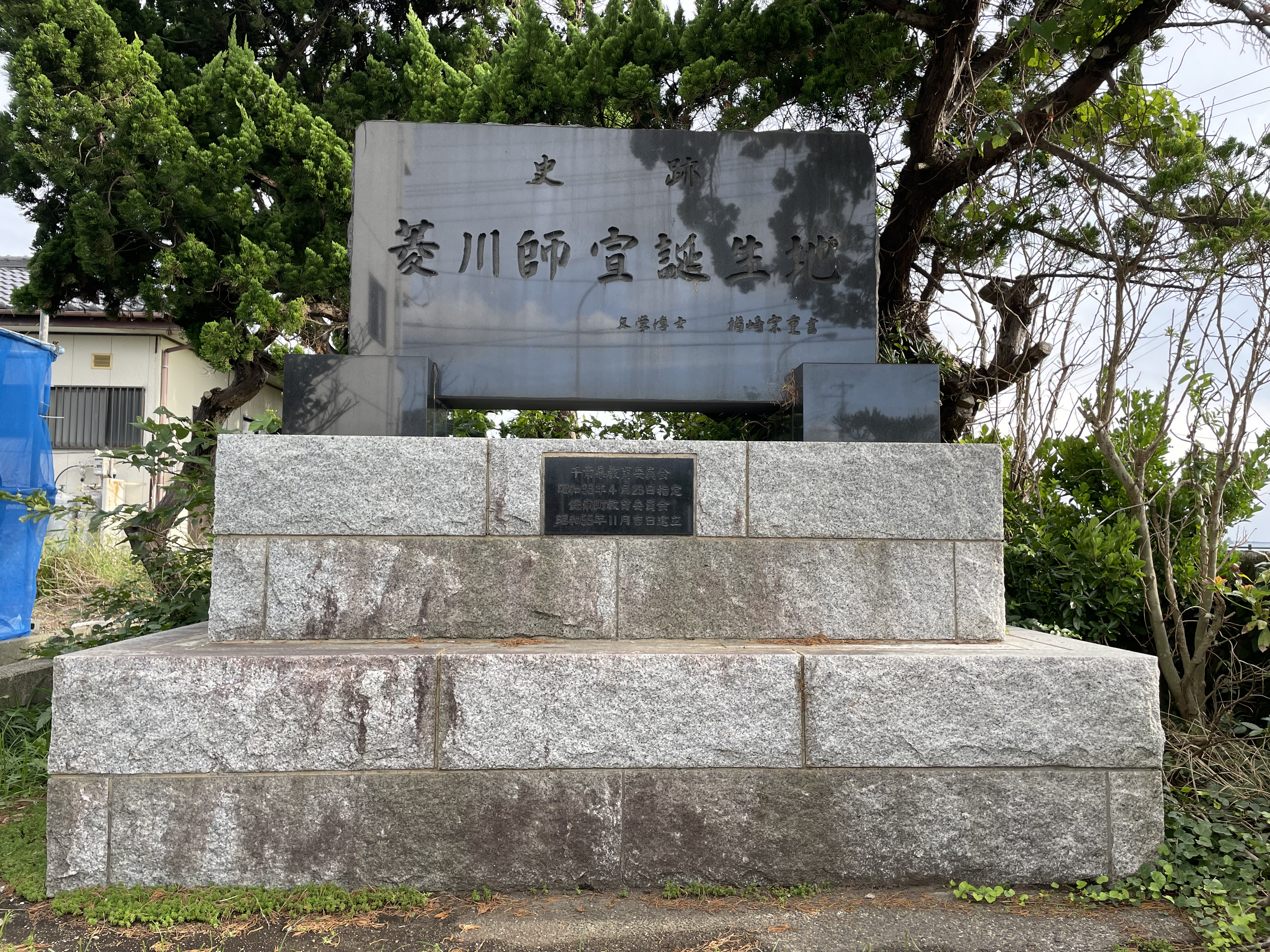
千葉県鋸南町にある菱川師宣誕生地碑

それまで絵入本の単なる挿絵でしかなかった浮世絵版画を、鑑賞に堪え得る独立した一枚の絵画作品にまで高めるという重要な役割を果たした。初めは無記名で版本の挿絵を描いており、初作は寛文11年（1671年）刊行の噺本「私可多咄」（無款）また浮世絵役者であるとされ、翌寛文12年（1672年）、墨摺絵本「武家百人一首」（千葉市美術館所蔵）においてその名前（絵師　菱川吉兵衛）を明らかにした。その後、次第に人気を博し、墨摺絵入り本・絵本を数多く手がけた。「浮世百人美女」、天和2年（1682年）刊「浮世続」（国立国会図書館所蔵）、天和3年（1683年）刊「美人絵づくし」（ボストン美術館所蔵）などに市井の女たちを描写し評判高く、生涯において100種以上の絵本や50種以上の好色本に筆をとっている。
祖父は藤原七右衛門と云い、京都在住であったが、父の吉左衛門は菱川を称し、安房国平郡保田本郷（現・千葉県鋸南町）に移住、道茂入道光竹と号した。師宣はここで暮らす縫箔師 の家に生まれた。俗称を吉兵衛、晩年は友竹と号す。明暦の大火（明暦3年）の後、万治年間に海路によって江戸に出て狩野派、土佐派、長谷川派といった幕府や朝廷の御用絵師たちの技法を学び、その上に市井 の絵師らしい時代感覚に合った独自の新様式を確立した。はじめは古版絵入り本の復刻の挿絵、名所絵などで絵師としての腕を磨いている。江戸に出て初めは縫箔を職として上絵を描いていたが、生来絵が巧みであったので遂に絵画を職としたのであった。江戸では堺町、橘町、人形町などに転住していた。また、京都へ行ったことも考えられる。
寛文後期から延宝前期には、無署名本がほとんどであったが仮名草子、浄瑠璃本、吉原本、野郎評判記、俳書などの挿絵を中心に活動し、画技の研鑽に励んだ。やがて延宝中期、後期になると絵入り本、絵本で吉原もの、歌舞伎もの、名所記などや風俗画その他で個性を現し、絵本や枕絵本を刊行、師宣様式の確立という大きな転換期を迎えた。枕絵本は延宝3年（1675年）刊行の無署名『若衆遊伽羅之縁』、同3、4年頃刊行の『伽羅枕』、延宝5年（1677年）刊行の『小むらさき』などが早期の作品である。『伽羅枕』では「絵師　菱河吉兵衛」、『小むらさき』では「大和絵　菱川吉兵衛」と署名する。延宝5年にはほかにも近行遠通撰の地誌絵本『江戸雀』十二巻12冊などの挿絵を描いている。
その後、延宝6年（1678年）刊行の役者絵本『古今役者物語』1冊、絵本『吉原恋の道引』や、元禄4年（1691年）刊行の絵本『月次（つきなみ）のあそび 』1冊、師宣没後の元禄8年（1695年）刊行の絵本『和国百女』三巻1冊などを著している。また天和元年（1681年）刊行の半井卜養の狂歌絵本『卜養狂歌集』二巻2冊の挿絵をしたことも知られている。これらを通して上部に文章、中・下部に絵という師宣絵本の基本形式が整ってきており、延宝8年（1680年）正月刊行の『人間不礼考』、同年5月刊行の『大和絵つくし』に至ると、上部3分の1乃至4分の1に文章、下部に絵という形式が確立される。当世絵本、風俗絵本の分野においての師宣の評価は動かし難いものとなったのであった。『大和絵つくし』は古代中世の故事、伝記、説話を大和絵で表現し、「大和絵師　菱川吉兵衛尉」と署名するなど、当世の大和絵師、菱川師宣の立脚点をも示した作品として記念碑的意味を持つものといえる。天和に入るとその活躍は一層目覚しいものとなり、悠揚迫らぬ美女群が画面一杯に闊歩する。この天和を挟んだ約10年間が師宣の最も充実した時期であった。天和2年（1682年）に大坂で井原西鶴の『好色一代男』が著されると、2年後の江戸刊行の際には師宣が挿絵を担当した。また、同じ天和2年刊行の絵本『浮世続』、『浮世続絵尽』(財団法人東洋文庫所蔵)、天和4年（1684年）刊行の絵本『団扇絵づくし』も知られている。
貞享3、4年頃からは円熟味と引換えに様式の固定化が目立つようになった。明暦の大火直後の再建の槌音も高い江戸市民の嗜好に、師宣ののびのびとして翳りのない明快な画風もマッチしていた。『吉原恋の道引』、『岩木絵つくし』、『美人絵つくし』などを見ても線が太く若々しいものであった。その好色的な図柄も開けっ広げで、健康的なのは時代の目出度さと思える。落款に「大和画工」や「大和絵師」という肩書きをつけているのも、その自負、自覚の表れである。また、絵図師の遠近道印（おちこち どういん）と組んで制作した『東海道分間絵図』（神奈川県立歴史博物館所蔵）は江戸時代前期を代表する道中図として知られている。大衆の人気を得た師宣は好色本を主に次々と絵入り本を刊行、やがてその挿絵が観賞用として一枚絵として独立、墨一色による大量印刷により、価格も安く誰でも買えるものになった。「吉原の躰」、「江戸物参躰」、「大江山物語（酒呑童子）」や、無題の春画組物など墨一色で、稀に筆彩された独自の様式の版画芸術が誕生し、ここに浮世絵が庶民の美術となったのであった。
師宣は屏風、絵巻、掛幅と様々な肉筆浮世絵も描いており、それらは江戸の二大悪所といわれた歌舞伎と遊里、隅田川や花見の名所に遊び集う人々や遊女であった。その大らかで優美な作風は浮世絵の基本的様式となっていった。なかでも、「見返り美人図」は師宣による一人立ち美人図であるという点で珍しい作例で、歩みの途中でふと足を止めて振返った印象的な美人画様式は、まさに榎本其角の『虚栗』において「菱川やうの吾妻俤」と俳諧で謳われたそのものであるとみられる。師宣は肉筆浮世絵では「日本繪」と冠していることが多い。
元禄7年（1694年）6月4日、師宣は江戸の村松町（現・東日本橋）の自宅で死去し、浅草において葬儀が行われた。終生故郷を愛した師宣の遺骨は房州保田の別願院に葬られた。菩提寺は府中市紅葉丘の誓願寺。法名は勝誉即友居士。
門人には、師宣の子、菱川師房、菱川師永、菱川師喜の他に古山師重、菱川友房、菱川師平、菱川師秀ら多数おり、工房を形作っていたといわれる。故郷の千葉県鋸南町には菱川師宣記念館がある（外部リンク先を参照のこと）。

## 作品

### 肉筆浮世絵
- 「見返り美人図」（みかえりびじんず）
代表作にして、師宣の代名詞的1図。美人画。肉筆画 (絹本[4] 著色[5]）。緋色の衣裳を身につけた美人の女性が、ふと振り向く（見返る）様子を描いたもので、世界的に著名な肉筆浮世絵である。女性像の人気さは、「師宣の美女こそ江戸女」と称されるほどであった。昭和23年（1948年）発行、および平成3年（1991年）発行の「切手趣味週間」、平成8年（1996年）発行の「郵便切手の歩みシリーズ・第6集」の各図案にそれぞれ採用されている。現在は東京国立博物館蔵[6]。女性は、17世紀末期当時の流行であった女帯の結び方「吉弥結び（きちやむすび）」と、紅色の地に菊と桜の刺繍を施した着物を身に着けている。それらを美しく見せる演出法として、歩みの途中で後方に視線を送る姿で描かれたものと考えられる。
同時代で年下の絵師・英一蝶は本作に刺激を受けてか対抗するかのように、構図等に類似点の多い1図「立美人図」を描いている。
文化7年（1810年）の山東京伝による箱書があることから、おそらく幕末には好事家の間で知られていた可能性が高い。また博物館に収蔵された時期も早く、60番という若い列品番号がそれを物語っている。
現代日本では昭和23年（1948年）11月29日発行の記念切手（「切手趣味週間」額面5円）の図案に採用され、これが日本の記念切手の代表的かつ高価な一点となったことも本作が大衆に周知されるに少なからず影響した。
- 「歌舞伎図屏風」 （かぶきず びょうぶ）[7]
風俗画。歌舞伎小屋の様子を描いた、六曲一双（紙本金地著色）の屏風。東京国立博物館蔵。重要文化財。無款であるが師宣の作として扱われる代表作の一つ。向かって右から、芝居小屋の表から始まり、華やかな舞台と賑やかな客席が描かれた右隻と、雑然とした楽屋と隣接する芝居茶屋での遊興の様子を描いた左隻からなる。小屋の櫓に掲げられた銀杏の紋と入り口の役者名の看板から、元禄5年（1692年）以降の中村座の様子を描いたものと判明できる。あらゆる階層・年齢の人物、総勢285名の表情や姿態を臨場感をもって巧みに描かれており、その完成度の高さから最晩年の作品と考えられる。
- 「北楼及び演劇図巻」 絹本着色　一巻　東京国立博物館所蔵
- 「浮世人物図巻」 紙本着色　絵巻　東京国立博物館所蔵
- 「大江山鬼退治絵巻」 紙本着色　三巻　藤田美術館所蔵
- 「不破名護屋敵討絵巻」 紙本着色　一巻　浮世絵太田記念美術館所蔵
- 「虫籠美人図」　絹本着色　城西大学水田美術館所蔵
- 「見立石山寺紫式部図」　絹本着色　城西大学水田美術館所蔵
- 「髪梳図」　絹本着色　城西大学水田美術館所蔵
- 「秋草美人図」　絹本着色　出光美術館所蔵
- 「遊楽人物図貼付屏風」　絹本着色　6曲1双　出光美術館所蔵
- 「遊里風俗図」　絹本着色　一巻　出光美術館所蔵　寛文12年（1672年）
- 「遊里風俗図」　絹本着色　出光美術館所蔵
- 「遊里風俗図」　絹本着色　出光美術館所蔵
- 「江戸風俗図巻」　絹本着色　二巻　出光美術館所蔵
- 「二美人図」　絹本着色　出光美術館所蔵（伝菱川師宣）
- 「浄瑠璃芝居看板絵屏風」　紙本着色　6曲1双　出光美術館所蔵（伝菱川師宣）
- 「長者観桜酒宴の図」　紙本着色　たばこと塩の博物館所蔵
- 「元禄風俗図」　絹本着色　ニューオータニ美術館所蔵　無款　伝菱川師宣筆
- 「紅葉狩図」　絹本着色　ニューオータニ美術館所蔵
- 「江戸風俗絵巻」　紙本着色　MOA美術館所蔵
- 「振袖美人図」　絹本着色　奈良県立美術館所蔵
- 「立美人図」　紙本着色　奈良県立美術館所蔵
- 「桜下二美人図」　絹本着色　鎌倉国宝館所蔵
- 「角田川舞台図」　絹本着色　千葉市美術館所蔵
- 「上野・隅田川遊楽図屏風」　紙本着色　6曲1双　千葉市美術館所蔵　無款
- 「室内遊楽図」　絹本着色　千葉市美術館所蔵
- 「天人採連図」　絹本着色　千葉市美術館所蔵
- 「秋草美人図」　絹本着色　菱川師宣記念館所蔵
- 「行楽美人図」　絹本着色　菱川師宣記念館所蔵
- 「職人尽図巻」 絹本着色　大英博物館所蔵
- 「地蔵菩薩図」　紙本着色　大英博物館所蔵
- 「歌舞伎（中村座）図屏風」 紙本着色　6曲1隻 ヴィクトリア&アルバート博物館所蔵　無款
- 「上野花見・隅田川舟遊図屏風」 紙本着色　6曲1双　フリーア美術館所蔵
- 「上野花見図押絵貼屏風」 絹本着色金泥　6曲1隻　ボストン美術館所蔵
- 吉原・「歌舞伎（中村座）図屏風」　紙本金地着色　6曲1双　ボストン美術館所蔵　無款
- 「変化画巻」　紙本着色　1巻　ボストン美術館所蔵　貞享2年（1685年）作　菱川師宣及び菱川師房ら弟子達よる寄合書
- 「花鳥・物語図帖」　1帖　絹本着色　心遠館（プライス・コレクション）所蔵　無款
- 「吉原風俗図巻」 1巻15図 紙本着色 ジョン・C・ウェーバー・コレクション 延宝末年頃[8]

### 組物・一枚絵
- 「酒吞童子」　横大判19枚組　延宝8年頃　鱗形屋三左衛門版[9]
- 「大名行列」　横大判10枚（12枚組か）　鱗形屋三左衛門版[9]
- 「上野花見の躰」　横大判13枚組　天和頃　山形屋市郎右衛門版[9]
- 「江戸物参躰」　横大判の組物　山形屋市郎右衛門版[9]

#### 墨摺絵

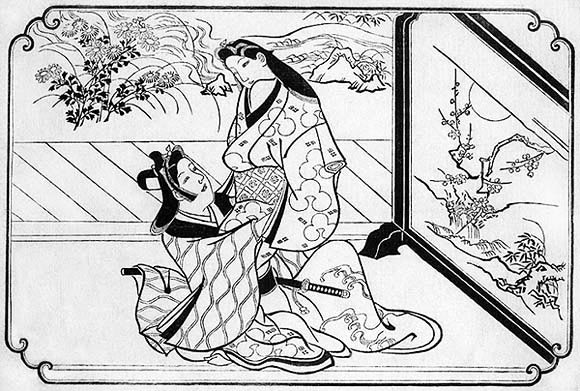
『拾弐図』の内「衝立の陰」　菱川師宣 画
菊の花を揺らす秋風を感じ、小川のせせらぎを聞きながら、衝立の陰で若い男女が睦み合おうとしている場面。
1670年代後期から1680年代初頭の頃（延宝年間）に描かれた春画。大判・墨摺絵筆彩（墨摺りの木版画に筆で着彩したもの であり、浮世絵・草創期の古態）。春画揃物『拾弐図』の第1図。同じ揃物には他に第2図「低唱の後」などあり。春画揃物では通常、第1図・第2図での露骨な性描写は控えられる。これらの絵はそういった種類のものである。

- 「よしはらの躰」　横大判　12枚揃　東京国立博物館所蔵　延宝後期頃
- 「江戸物参躰」　横大判　12枚揃　延宝後期から天和頃
- 「衝立のかげ」　筆彩　横大判　慶應義塾図書館所蔵　無款
- 「低唱の後」　筆彩　横大判　慶應義塾図書館所蔵　無款
- 「よしはらの躰　揚屋の遊興」　横大判　12枚組物のうち　千葉市美術館所蔵
- 「延宝三年市村竹之丞役者付」　大判　無款　城西大学水田美術館所蔵
- 「大江山物語絵図」　筆彩　横大判　12枚揃　天和から貞享頃

#### 丹絵
- 「蹴鞠」　大判　東京国立博物館所蔵　無款

### 版本
- 「観音経和談鈔」　初刻寛文11年孟春　再刻天和3年3月　鱗形屋三左衛門版[9]
- 「私可多咄」　初刻寛文11年孟春　鱗形屋三左衛門版[9]
- 「若衆遊伽羅枕」　初刻延宝3年4月　鱗形屋三左衛門版[9]
- 「恋の息うつし」　初刻延宝6年孟春　鱗形屋三左衛門版　（再刻？）貞享2年松会三四郎版[9]
- 「百人一首像讃抄」 初刻延宝6年正月　再刻天和3年7月　鱗形屋三左衛門版[9]
- 「武者絵づくし」　初刻（延宝8年頃）　再刻天和3年9月　鱗形屋三左衛門版[9]
- 「大和絵つくし」　初刻延宝8年5月　鱗形屋三左衛門版　再刻（天和3,4年頃）[9]
- 「大和侍農絵づくし」　初刻延宝8年5月　鱗形屋三左衛門版　再刻天和4年正月[9]
- 「倭国美人あそび」　延宝期　鱗形屋三左衛門版[9]
- 「浮世恋くさ」　初刻天和2年正月　鱗形屋三左衛門版[9]
- 「岩木絵つくし」　初刻天和2年正月　再刻初刻天和3年7月　鱗形屋三左衛門版[9]
- 「浮世続絵尽（wikidata）」（「当風品絵づくし」）初刻天和2年正月　鱗形屋三左衛門版　再刻天和4年正月[9]
- 「小袖のすがたみ」　初刻天和2年3月　鱗形屋三左衛門版[9]
- 「団扇絵づくし」　初刻天和2年5月　再刻天和4年正月　鱗形屋三左衛門版[9]
- 「花鳥絵づくし（wikidata）」　初刻天和3年5月　鱗形屋三左衛門版[9]
- 「美人絵づくし（wikidata）」　初刻天和3年5月　鱗形屋三左衛門版[9]
- 「奈良名所八重桜」　初刻延宝6年2月　柏屋二右衛門・柏屋与一版[9]
- 「ざっしょ枕」　初刻延宝6年立春　柏屋二右衛門・柏屋与一版[9]
- 「和合同塵」　初刻延宝6年中夏　柏屋二右衛門・柏屋与一版[9]
- 「人間無礼考」　初刻延宝8年正月　柏屋二右衛門・柏屋与一版[9]
- 「余景作り庭の図」　初刻延宝8年3月　再刻元禄4年5月　柏屋二右衛門・柏屋与一版[9]
- 「月次のあそび」　初刻延宝8年7月　再刻元禄4年　柏屋二右衛門・柏屋与一版[9]
- 「うき世百人女絵」　初刻天和元年11月　柏屋二右衛門・柏屋与一版[9]
- 「床の置物」　初刻延宝末～天和初頃　柏屋二右衛門・柏屋与一版[9]
- 「貞徳狂歌集」　初刻天和2年初秋　柏屋二右衛門・柏屋与一版[9]
- 「大和のおほよせ」　初刻天和3年　柏屋二右衛門・柏屋与一版[9]
- 「恋のみなかみ」　初刻天和3年正月　柏屋二右衛門・柏屋与一版[9]
- 「鹿野武左衛門口伝はなし」　初刻天和3年9月　柏屋二右衛門・柏屋与一版[9]
- 「おさななじみ」　初刻天和3年10月　柏屋二右衛門・柏屋与一版[9]
- 「武家百人一首」　初刻寛文12年孟春　鶴屋喜右衛門版[9]
- 「心学男女鑑」　初刻延宝3年正月　鶴屋喜右衛門版[9]
- 「江戸雀」　初刻延宝5年中春　鶴屋喜右衛門版[9]
- 「恋のむつごと四十八手」　初刻延宝7年3月　鶴屋喜右衛門版[9]
- 「小むらさき」　初刻延宝5年正月　松会市郎兵衛・松会三四郎版[9]
- 「伊勢物語頭書抄（wikidata）」　初刻延宝7年3月　松会市郎兵衛・松会三四郎版[9]
- 「千代の友つる」　初刻天和2年正月　松会市郎兵衛・松会三四郎版[9]
- 「このころくさ」　初刻天和2年正月　松会市郎兵衛・松会三四郎版[9]
- 「伽羅枕」　延宝期　本問屋[9]
- 「恋の品枕絵」　初刻延宝5年仲春　本問屋[9]
- 「吉原恋の道引」　初刻延宝6年3月　本問屋[9]
- 「古今役者ものかたり」　初刻延宝6年3月　本問屋[9]
- 「小倉山百人一首（wikidata）」　初刻延宝8年初夏　本問屋[9]
- 「屏風掛物絵鑑」　初刻天和2年正月　再印元禄14年　山形屋市郎右衛門版[9]
- 「女歌仙新抄」　初刻天和2年正月　山形屋市郎右衛門版[9]
- 「まくら絵大ぜん」　初刻天和2年3月　山形屋市郎右衛門版[9]
- 「和国名所鑑」　初刻天和2年4月　再印元禄9年　山形屋市郎右衛門版[9]
- 「恋の楽しみ」　初刻天和3年初春　山形屋市郎右衛門版[9]
- 「大和万絵つくし」　初刻延宝9年7月　鷲屋版[9]
- 「西行和歌修行」　初刻天和2年正月　酒田屋版[9]
- 「狂歌たび枕」　初刻天和2年初秋　酒田屋版[9]
- 「東叡山名所」　初刻天和2年2月　三河屋七右衛門版[9]
- 「姿絵百人一首（wikidata）」　元禄8年　木下甚右衛門
- 「和国諸職絵つくし（wikidata）」
- 「当世雛形（wikidata）」　延宝5年
- 「和国百女（wikidata）」
- 「ぶんしやう物語（wikidata）」　貞享2年

#### 挿絵本
- 「東海道分間絵図（wikidata）」（遠近道印作、師宣画）
- 「好色一代男 江戸版（wikidata）」（鶴屋南北作、師宣画）
- 「身延鑑」（作者不明、師宣画、西宮新六開板）、貞享2年初版[11]